# Димитър Каракостов
Димитър Стефанов Каракостов е български инженер, 46-и кмет на Бургас.

## Биография
Роден е на 17 февруари 1888 г. в град Бургас. В периода 30 май 1934 – 22 януари 1936 г. е кмет на града. След края на мандата си е главен директор на Главната дирекция за обществените сгради, пътищата и благоустройството в София. Умира на 4 февруари 1979 г